# Aldeia do Carnaval
A Aldeia do Carnaval é uma infraestrutura existente em Ovar, que reúne os armazéns-sede de todas as Associações que participam no seu Carnaval.

## Descrição

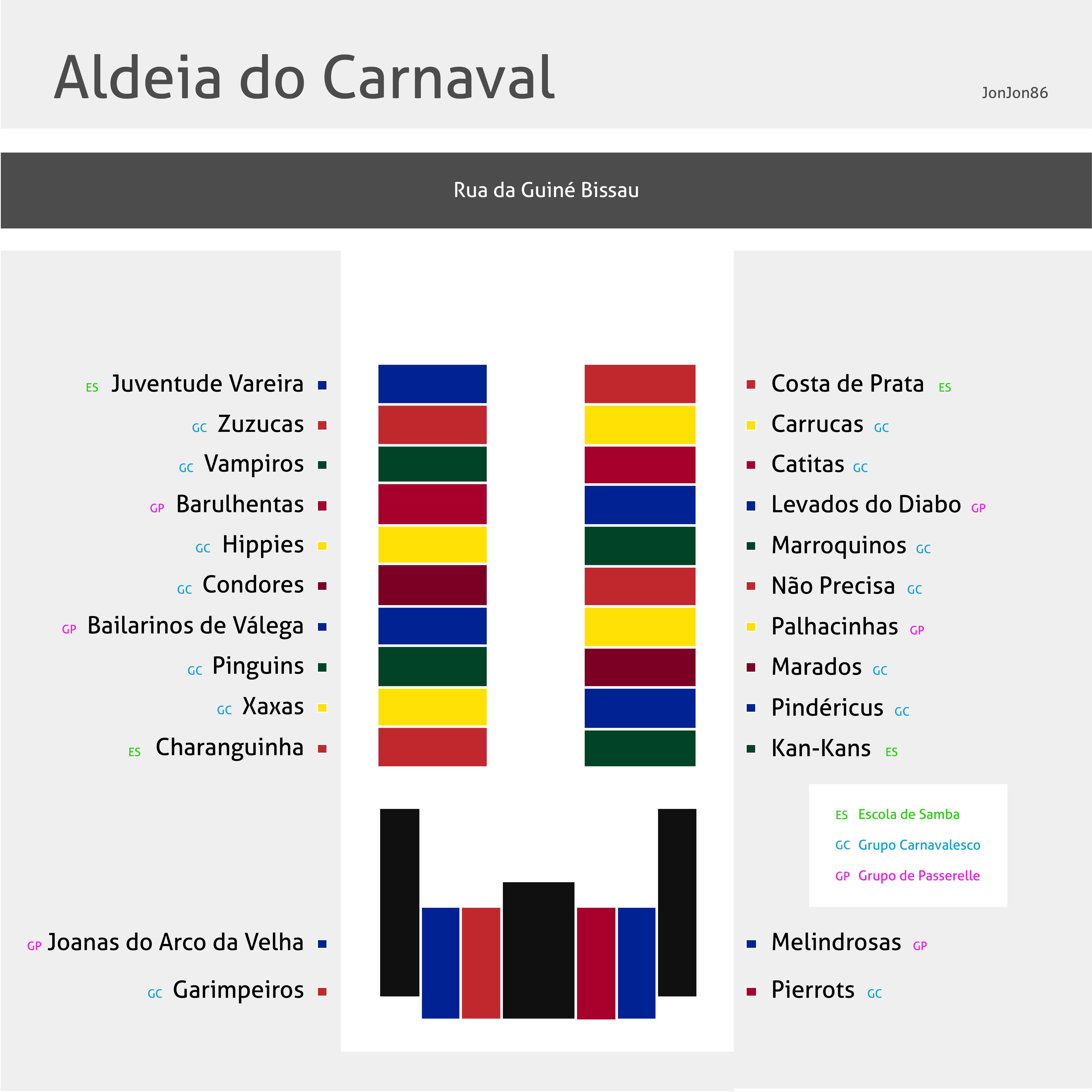
Esquema com a localização de cada grupo.

A Aldeia do Carnaval foi inaugurada a 14 de setembro de 2013, fruto da necessidade de criar um espaço que pudesse albergar os locais de trabalho dos 20 Grupos de Carnaval e 4 Escolas de Samba.
Com a sua construção reuniu-se, num único espaço, as atividades relacionadas com a preparação do Carnaval, que envolvem design (vestuário e elementos alegóricos), desenvolvimento de estruturas mecânicas de apoio ao desfile, experimentação de novas tecnologias, música, dança e teatro de rua.
Esta infraestrutura dispõe de 24 pavilhões de apoio aos Grupos de Carnaval e Escolas de Samba, 3 armazéns, 2 oficinas, enfermaria e instalações sanitárias, alameda (1200 m2), praça central (1050 m2) e um palco para a realização de concertos e eventos variados, numa área total de cerca de 10 mil metros quadrados.

## Grupos
Estão atualmente alojados no perímetro da Aldeia do Carnaval as sedes de 24 Associações Culturais de Ovar, que participam neste Carnaval:

### Escolas de Samba
- Charanguinha
- Costa de Prata
- Juventude Vareira
- Kan-Kans

### Grupos Carnavalescos
- Carrucas
- Catitas
- Condores
- Garimpeiros
- Hippies
- Marados
- Marroquinos
- Não Precisa
- Pierrots
- Pindéricus
- Pinguins
- Vampiros
- Xaxas
- Zuzucas

### Grupos de Passerelle
- Bailarinos de Válega
- Barulhentas
- Joanas do Arco da Velha
- Levados do Diabo
- Melindrosas
- Palhacinhas

## Atividade

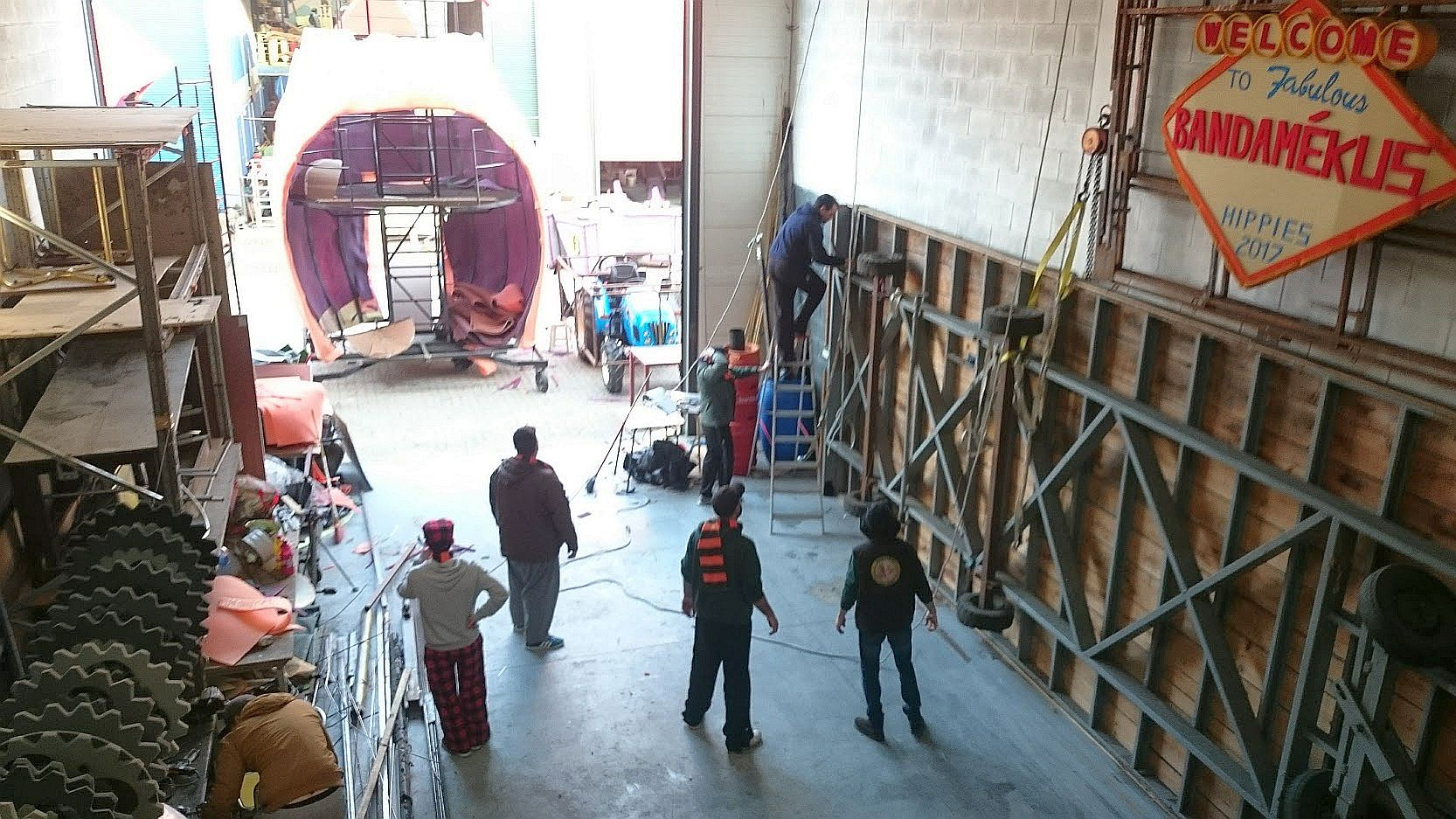
Interior da sede do Grupo Hippies, uma das associações alojadas na Aldeia do Carnaval.

Para além da sua função primária, a Aldeia do Carnaval serve igualmente de atração turística, sendo organizadas várias visitas guiadas ao local, pela Câmara Municipal de Ovar, de forma gratuita, durante os meses de janeiro e fevereiro, quando lá existe maior atividade por parte dos grupos.

### Festa da "Viela de Trás"
Todos os anos, na noite de sábado que antecede o desfile da Chegada do Rei, realiza-se na Aldeia a Festa da Viela de Trás.
Este evento tem origem ainda antes da entrada em funcionamento da Aldeia do Carnaval, quando grande parte dos Grupos se encontravam sediadas numa série de armazéns que tinham sido antes utilizados pela EDP. As Joanas do Arco da Velha foram as precursoras de uma festa que, de alguma forma, marcava a noite anterior à Chegada do Rei, como a primeira de todos os excessos. Mais tarde, já na Aldeia do Carnaval, os Zuzucas, Vampiros, Xaxas, Hippies e Pinguins decidiram abrir a zona do bar das suas sedes (voltada para o lado traseiro) à população em geral, durante esta noite. Com o tempo, os restantes grupos juntaram-se à iniciativa, unindo os grupos vizinhos e atraindo ao local muita gente que vive o Carnaval mas não desfila.

Posteriormente, a Câmara Municipal de Ovar incluiu esta noite na programação oficial da Vitamina da Alegria, deixando ao critério dos Grupos e das Escolas de Samba a programação da noite, que habitualmente inclui várias atuações musicais ao vivo, DJs e pirotecnia.